# 高木啓之
高木 啓之（たかぎ ひろゆき、1967年 - ）は、日本のシステムエンジニアである。千葉県出身。1991年にサザエさんじゃんけんが開始されてから、じゃんけんでサザエさんが出す手を分析し続けている。

## 人物
サザエさんじゃんけんでサザエさんが出す手を長年分析し続ける人物。自称、サザエさんじゃんけん研究所所長。2019年のサザエさんじゃんけんでの勝率は85%。
飲み会に行く時は、じゃんけんの手を事前に宣言しておく。